# Четири достоверни истории за една абсурдна вечер
„Четири достоверни истории за една абсурдна вечер“ е българска игрална новела (комедия) от 2022 година на режисьора Георги Димитров, по сценарий на Нели Димитрова и Георги Димитров. Оператор е Георги Гвоздев. Музиката във филма е композирана от Петко Манчев.

## Сюжет
Комична история за това как Калина събира на вечеря настоящото си гадже с бившата му приятелка и бившия си мъж... 

## Актьорски състав
| Роля               | Изпълнител        |
| Ролите изпълняват: |                   |
| ------------------ | ----------------- |
| Калина             | Никол Оташлийска  |
| Петко              | Петко Венелинов   |
| Петър              | Мартин Димитров   |
| Патриция           | Ярослава Павлова  |
| разказвач          | Тигран Торосян    |
|                    | София Канайкова   |
|                    | Йоан Торосян      |
|                    | Мартин Величков   |
|                    | Никола Михайлов   |
|                    | Десислава Спасова |
|                    | Симона Попова     |
|                    | Мария Пеловска    |
|                    | кучето Тара       |

## Участия
- 27 Международен филмов фестивал „София филм фест“ (2023, София)[1].
- 41 фестивал на българския игрален филм Златна роза (2023, Варна)[2].